# Obrium batesi
Obrium batesi es una especie de escarabajo longicornio del género Obrium, clasificada en la tribu Obriini, de la subfamilia Cerambycinae. Fue descrita por Hovore & Chemsak en 1980.
La especie mide 7 mm de longitud y el período de actividad en adultos se presenta en mayo, junio y julio. Se distribuye por Guatemala, Honduras y México.